# Hogwarts Legacy
Hogwarts Legacy är ett action-rollspel som utspelar sig i slutet av 1800-talet i "The Wizarding World" som utvecklades av Avalanche Software och publicerades av Warner Bros. Interactive Entertainment under Portkey Games. Spelet släpptes för Microsoft Windows, Playstation 5 och Xbox X/S den 10 februari 2023. Utgivningsdatumet för Xbox One och Playstation 4 var 4 april samma år. Till Nintendo Switch släpptes spelet 25 juli 2023.

## Handling
I Hogwarts Legacy spelar man som en elev i årskurs fem på Hogwarts i slutet av 1800-talet. Spelaren bär på uråldriga magiska krafter och hamnar i konflikt med svartalferna och dess ledare Ranrok.
Spelaren får själv välja sitt utseende och elevhem på skolan och deltar i lektioner och utforskar den öppna världen som består av platser från böckerna och filmerna såsom den förbjudna skogen och Hogsmeade men även andra helt nya platser.
Spelaren kan anta olika uppdrag för att lära sig att kasta olika magiska trollformler, brygga drycker, tämja magiska djur och bemästra andra stridsförmågor. Vissa av dessa uppdrag är specifika för de olika elevhemmen.

## Utveckling
Spelet utvecklades av Avalanche Software, som förvärvades av Warner Bros. Interactive Entertainment från Disney i januari 2017. Samma år etablerade Warner Bros. ett nytt förlagsbolag vid namn Portkey Games, som var dedikerat till att hantera deras Wizarding World-licens. Enligt Warner Bros. är J.K. Rowling inte direkt involverad i spelets utveckling.
Hogwarts Legacy avslöjades vid ett Playstation 5-evenemang i september 2020, med initiala planer på att släppas för Windows, Playstation 4, Playstation 5, Xbox One och Xbox Series X/S 2021. Men den 13 januari 2021 meddelades det att spelet skulle försenas till 2022.
Senare avslöjade skaparna att spelet också skulle släppas på Nintendo Switch-konsolen.
2022 avslöjade hemsidan att spelet skulle släppas någon gång under julen 2022.
Den 12 augusti 2022 meddelade Portkey Games att spelet skulle släppas den 10 februari 2023.